# برينس أوكتوبوس دزاني
برينس أوكتوبوس دزاني (بالإنجليزية: Prince Octopus Dzanie)‏ (مواليد 26 مارس 1985) هو ملاكم غاني، مثّل بلاده في الألعاب الأولمبية الصيفية 2008.

## روابط خارجية
برينس أوكتوبوس دزاني على موقع بوكس ريك (الإنجليزية) (registration required)
- برينس أوكتوبوس دزاني على موقع أوليمبيديا (الإنجليزية)
- برينس أوكتوبوس دزاني على موقع اتحاد ألعاب الكومنولث (مؤرشف) (الإنجليزية)
- برينس أوكتوبوس دزاني على موقع دورة ألعاب الكومنولث 2006 (مؤرشف) (الإنجليزية)